# Mammillaria mathildae
Mammillaria mathildae är en kaktusväxtart som beskrevs av Kraehenb. och Krainz. Mammillaria mathildae ingår i släktet Mammillaria och familjen kaktusväxter. Inga underarter finns listade i Catalogue of Life.